# Хамсии
Хамсиите (Engraulis) са род актиноптери от семейство Хамсиеви (Engraulidae).
Таксонът е описан за пръв път от Жорж Кювие през 1816 година.

## Видове
- Engraulis albidus
- Engraulis anchoita – Аржентинска аншоита
- Engraulis australis
- Engraulis capensis – Южноафриканска аншоа
- Engraulis encrasicolus – Хамсия
- Engraulis eurystole
- Engraulis japonicus
- Engraulis mordax – Калифорнийска хамсия
- Engraulis ringens – Перуанска аншоа